# Dights Falls
 (octobre 2020).
Si vous disposez d'ouvrages ou d'articles de référence ou si vous connaissez des sites web de qualité traitant du thème abordé ici, merci de compléter l'article en donnant les références utiles à sa vérifiabilité et en les liant à la section « Notes et références ».
Dights Falls est un rapide et un seuil sur le Yarra, un fleuve traversant la ville australienne de Melbourne, dans l'État de Victoria.
Dights Falls est situé à Melbourne, juste en aval de la jonction avec le ruisseau Merri Creek. À cet endroit, le Yarra se rétrécit et se resserre entre la coulée de lave volcanique basaltique vieille de 800 000 ans et un éperon escarpé sédimentaire datant du Silurien, donc beaucoup plus ancien. Le côté nord contient également dans le grès sédimentaire des fossiles de graptolites en abondance.